# O Coto
O Coto en galicien ou Coto en espagnol, est une localité de la parroquia de Santa María do Leboreiro dans le municipio de Melide, comarque de Terra de Melide, province de La Corogne, communauté autonome de Galice, au nord-ouest de l'Espagne.
Cette localité est traversée par le Camino francés du Pèlerinage de Saint-Jacques-de-Compostelle.

## Patrimoine et culture

### Pèlerinage de Compostelle
Par le Camino francés du Pèlerinage de Saint-Jacques-de-Compostelle, le chemin vient de la localité de A Campanilla, dans le municipio de Palas de Rei.
C'est le premier jalon dans la province de La Corogne, après avoir quitté la province de Lugo.
La prochaine halte est la localité de O Leboreiro (ou Leboreiro en espagnol), dans le municipio de Melide.

## Sources et références
- (fr) Grégoire, J.-Y. & Laborde-Balen, L. , « Le Chemin de Saint-Jacques en Espagne - De Saint-Jean-Pied-de-Port à Compostelle - Guide pratique du pèlerin », Rando Éditions, mars 2006,  (ISBN 2-84182-224-9)
- (fr)« Camino de Santiago St-Jean-Pied-de-Port - Santiago de Compostela », Michelin et Cie, Manufacture Française des Pneumatiques Michelin, Paris, 2009,  (ISBN 978-2-06-714805-5)
- (fr)« Le Chemin de Saint-Jacques Carte Routière », Junta de Castilla y León, Editorial